# Organ Pipe Cliffs
Die Organ Pipe Cliffs (englisch für Orgelpfeifenkliffs) sind eine Reihe von Felsenkliffs an der ostantarktischen Georg-V.-Küste. Bei ihnen handelt es sich um Palisaden aus Doleritsäulen westlich des Kap Wild.
Entdeckt wurden sie im Zuge der Australasiatischen Antarktisexpedition (1911–1914) unter der Leitung des australischen Polarforschers Douglas Mawson, der ihnen ihren deskriptiven Namen verlieh.